# Фільтрований йогурт

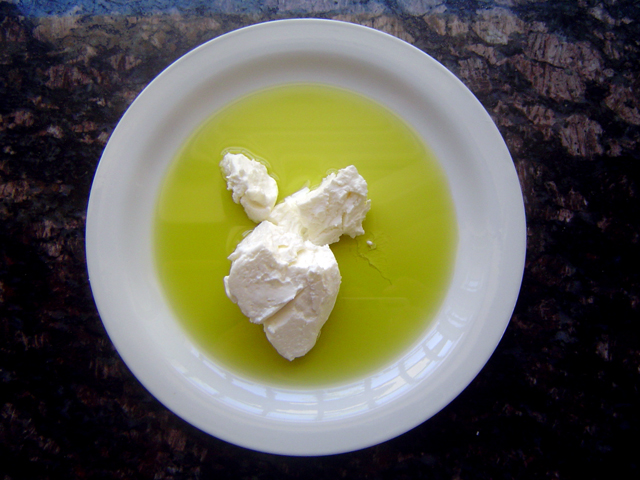
Фільтрований йогурт в оливковій олії

Фільтрований йогурт, йогуртовий сир, лабне (араб. لبنة, івр. לבנה), дахі або грецький йогурт — тип йогурту, що традиційно виготовляють шляхом відвішування йогурту на тканині (муслін чи складена в кілька шарів марля) або паперовий фільтр з метою усунення зайвої сироватки, що надає кінцевому продукту густу консистенцію вершкового сиру, зберігаючи при цьому характерний кислий смак йогурту.

## Загальна характеристика
Фільтрований йогурт є традиційною східно-середземноморською, близькосхідною та південноазійською стравою, де він часто використовується для приготування інших страв, через здатність не згортатися при високих температурах. Він використовується для приготування кислих та солодких страв, як таких, що піддаються термічній обробці, так і сирих. Однак на сучасному етапі, як і більшість йогуртів, фільтрований йогурт часто виготовляють з молока, збагаченого випаровуванням частини води або додаванням жиру чи сухого молока.
У Західній Європі та США фільтрований йогурт став популярним, оскільки має багатшу структуру та водночас характеризується набагато нижчим вмістом жирів у порівнянні зі звичайним йогуртом. Крім того під час фільтрації йогурт позбавляється сироватки, а тому містить більше білків та менше цукру й вуглеводів.

## Грецький йогурт

Грецький йогурт та дзадзикі виробництва салонікської компанії Mevgal

Загалом на Заході «грецький йогурт» став синонімом фільтрованого йогурту завдяки маркетинговому успіху грецької компанії FAGE. Вона та кілька інших великих молочних грецьких компаній (зокрема MEVGAL, EVGA) експортують свою продукцію у десятки країн по всьому світу та мають офіційні представництва у Західній Європі та США.
Водночас і в інших європейських країнах випускаються йогурти подібні до грецького, однак вони здебільшого ущільнюються додаванням загущувачів, а навіть якщо виготовляються у традиційний грецький спосіб, виробляються із місцевого молока, а не грецького.
Власне у Греції фільтрований йогурт (грец. στραγγιστό γιαούρτι) традиційно виготовляли із овечого молока. В останні роки, особливо у промисловості, все частіше використовується місцеве коров'яче молоко. Греки широко використовують фільтрований йогурт у повсякденній кухні, головним чином як основу для закуски дзадзикі та багатьох десертів із додаванням меду, вишневого чи персикового сиропу або джемів.